# Kiew Camerata

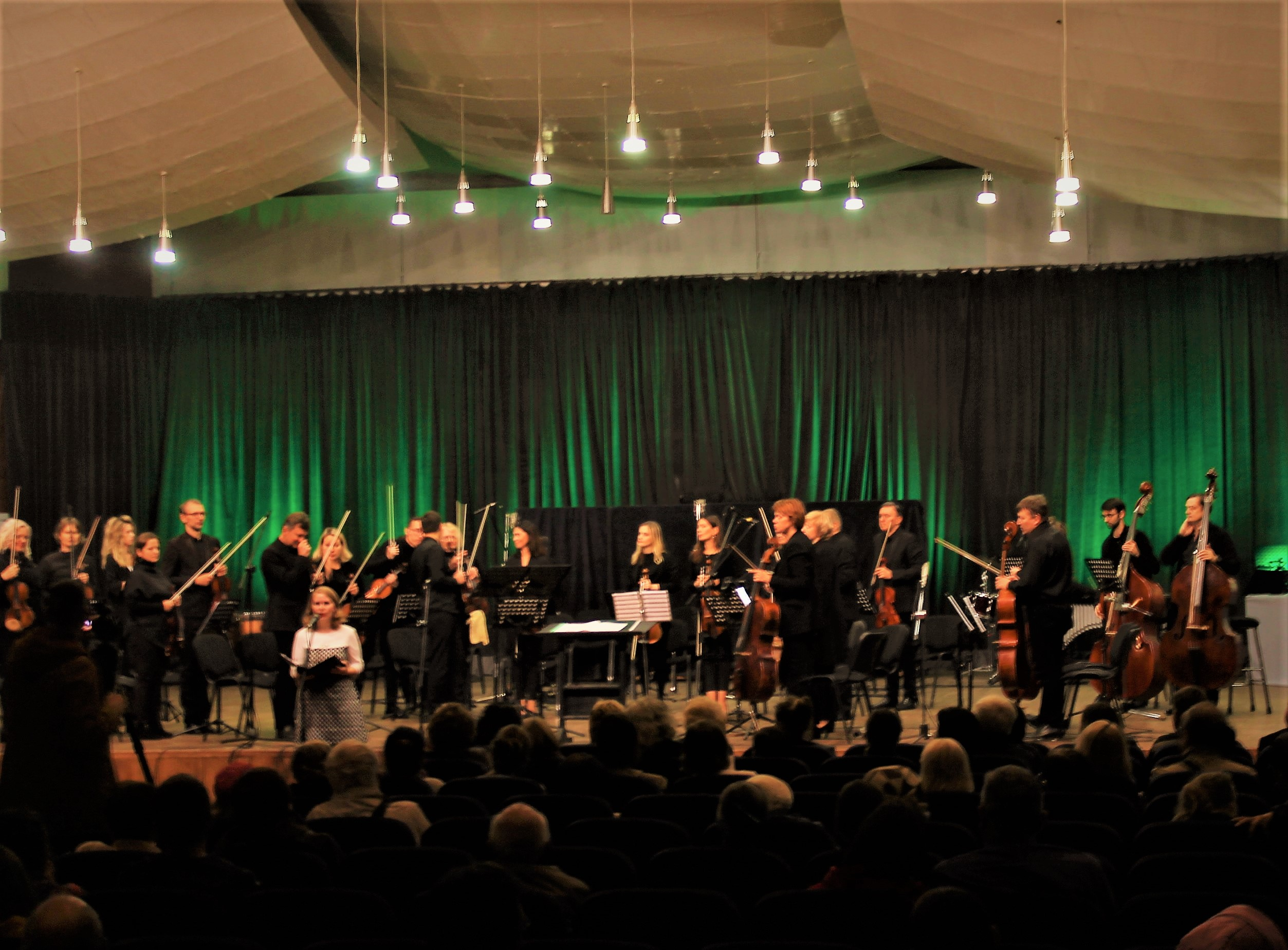
Konzert im Oktober, 2019

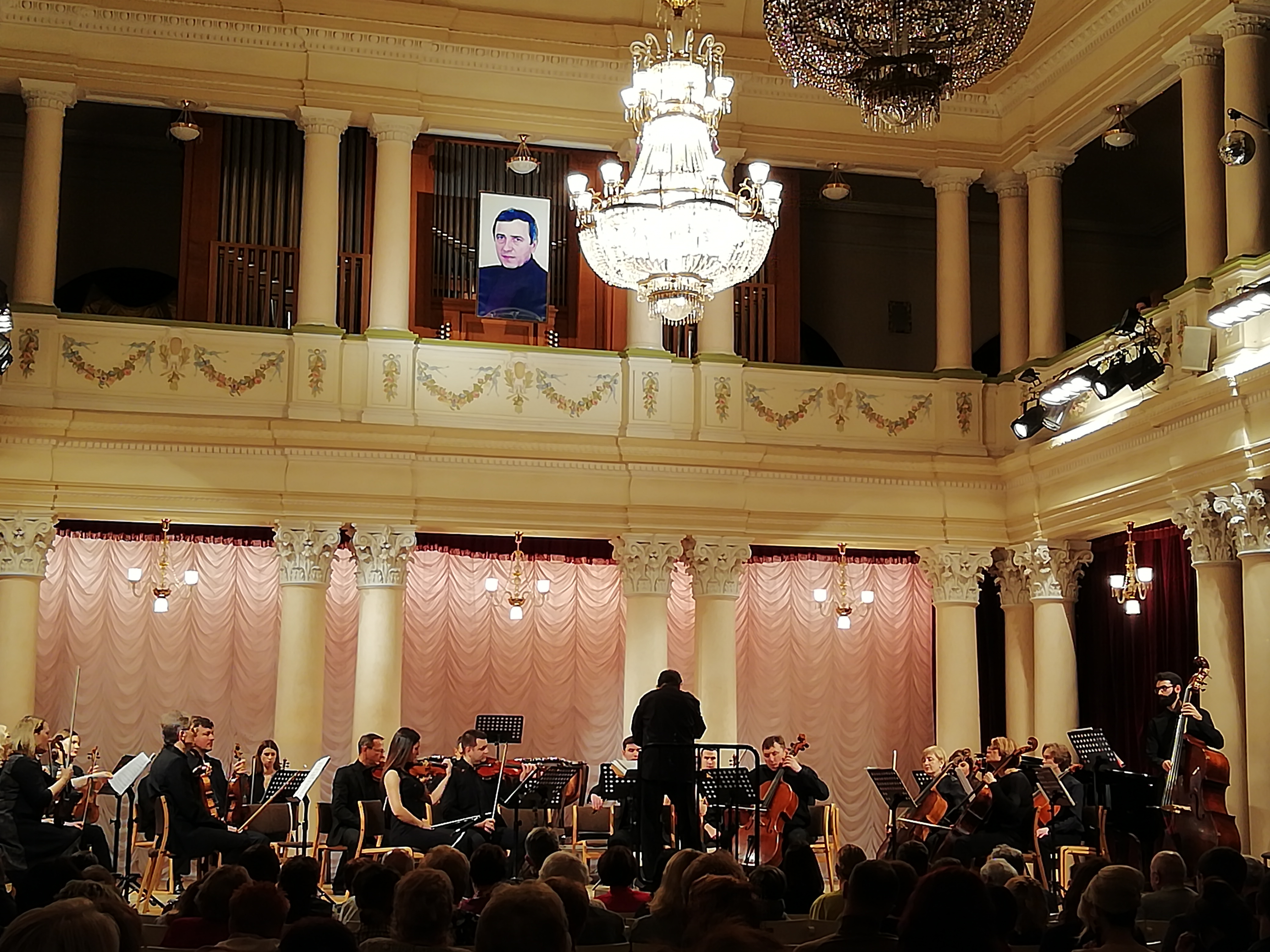
Konzert zum 75. Jahrestag der Nationalen Philharmonie der Ukraine, 2020

Das Nationalensemble Kiew Camerata (ukrainisch Київська камерата, Kyjiwska kamerata, wiss. Transliteration Kyïvsʹka kamerata) ist ein Kammermusikensemble aus Kiew. Es ist eine Vereinigung professioneller Musikerinnen und Musiker, von denen viele Preisträger internationaler und nationaler Wettbewerbe sind. Neben der Förderung der Musik ukrainischer Komponisten und deren Präsentation im Ausland setzt sich das Ensemble für die Popularisierung moderner ukrainischer Musik ein.

## Geschichte
Die Kiew Camerata wurde 1977 von dem Pianisten Walerij Matjuchin gegründet. Unter seiner Leitung spezialisierte sich das Ensemble zunächst auf moderne ukrainische Musik und brachte eine große Zahl von Werken zeitgenössischer ukrainischer Komponisten wie Walentyn Sylwestrow, Wolodymyr Subyzkyj, Iwan Karabyz, der das Ensemble seit 1994 auch leitete, Jewhen Stankowytsch, Myroslaw Skoryk, Jurij Ischtschenko, Ihor Schtscherbakow, Hanna Hawrylez und anderen zur Uraufführung. Es arbeitete auch mit bekannten ukrainischen Sängerinnen und Sängern wie Nina Matwijenko, Ljudmilla Woijnarowska und Oleksandr Wasilenko zusammen.
Darüber hinaus umfasst das Repertoire verschiedene Epochen und Genres, darunter Werke von Vivaldi, Bach, Haydn, Mozart, Wagner, Grieg, Tschaikowski und Strawinsky bis hin zu zeitgenössischen Avantgardisten der zweiten Hälfte des 20. Jahrhunderts.
Aufgrund seines vielfältigen Repertoires ist es in der Lage, in unterschiedlichen musikalischen Besetzungen, vom Solistenduett bis zum kleinen Symphonieorchester, aufzutreten. In Konzertprogrammen des Ensembles ist Kammermusik nahezu aller Stilrichtungen und Epochen vertreten. Dank seines hohen künstlerischen Niveaus, einer regen Konzerttätigkeit sowie zahlreichen Teilnahmen an internationalen und nationalen Musikfestivals und -wettbewerben, unter anderem in Deutschland, Österreich, Frankreich, den USA, China, Polen, Russland, dem Baltikum, Armenien, Georgien und Griechenland, erlangte das Ensemble weit über die Ukraine hinaus einen großen Bekanntheitsgrad.

## Auszeichnungen
1993 erhielt die Kiew Camerata den Status eines staatlichen Ensembles. Für ihre Verdienste um die Popularisierung ukrainischer Komponisten wurde sie 1997 mit dem M.-W.-Lysenko-Preis ausgezeichnet. Am 27. August 2000 wurde der Kiew Camerata per Dekret des damaligen ukrainischen Präsidenten Leonid Kutschma für ihren Beitrag zur Entwicklung der ukrainischen Kultur der Nationalstatus verliehen.

## Bekannte Solistinnen und Solisten
- Evgeni Orkin (* 1977), Klarinettist
- Kateryna Timokhina (* 1989), Violinistin